# Gapura (Pujut)
Gapura is een bestuurslaag in het regentschap Centraal-Lombok van de provincie West-Nusa Tenggara, Indonesië. Gapura telt 2581 inwoners (volkstelling 2010).